# Ландсберг Еміль В’ячеславович
Ландсберг Еміль В'ячеславович (19 квітня 1880, Кляришки, Шавельський повіт, Ковенська губернія, Російська імперія — 26 серпня 1952, Ніцца, Франція) — міністр шляхів сполучень Української Держави (1918).

## Освіта
Початкову і середню освіту здобув у Шауляї та Ковні.
Закінчив 1906 р. Петербурзький державний університет шляхів сполучення і належав до молодшої генерації спеціалістів залізничного транспорту передреволюційного часу.

## Робота на залізниці
До галузі прийшов у 1908 р. В 1914—1915 рр. працював начальником служби руху Привислянської залізниці.
Влітку 1915 р. евакуйований до Росії.
На початку травня 1917 р. призначений помічником начальника управління залізниць Міністерства шляхів сполучень. Одночасно був головою Центрального комітету по регулюванню залізничних перевезень. Входив до спеціальної комісії по децентралізації управління залізницями. Критично ставився до розпоряджень глави МШС М. Некрасова, нерідко схвалюваних без врахування позиції галузевих спеціалістів. У вересні 1917 р. Тимчасовим урядом був призначений начальником Експлуатаційного управління МШС. Е. Ландсберг був автором ґрунтовної аналітичної записки про стан залізничного транспорту в Росії часів Першої світової війни.
До жовтневого перевороту у Петрограді і дій Всеросійського виконавчого комітету залізничників (ВИКЖЕЛь) ставився негативно. Пізніше переїхав до Харкова. До призначення міністром в уряді С. Гербеля завідував Лівобережною залізницею.

## Міністр шляхів сполучень Української держави
Е. Ландсберг прийшов до Міністерства шляхів сполучень через добу після того, як у його стінах на Бібіковському бульварі, 34 організаційно оформилася Директорія — орган керівництва повстанням проти гетьманської влади. Директор департаменту залізниць і одночасно голова Спілки залізничників А. Макаренко став членом Директорії, а командувач Залізничної охорони генерал О. Осецький очолив штаб повстанських військ.
На початку січня 1919 р. Верховна слідча комісія висунула Е. Ландсбергу, як й усім членам останнього кабінету міністрів Української Держави, звинувачення і намагалася заарештувати, але йому вдалося залишити Україну і виїхати до Польщі.

## Після відставки
З січня 1920 р. — керівник Дирекції залізниць у Вільні. З 1924 року став директором фабрики «J. K. Poznański» в Лодзі.

Під час Другої світової війни був головою Спілки інженерів транспорту у Варшаві. У 1946 р. виїхав до франції.

Автор багатьох статей та книг: Sprawę deficytów na kolejach żelaznych (Wil. 1923), Uwagi w sprawie kryzysu gospodarczego w Polsce (Przyczyny i drogi naprawy) (W. 1932), Uwagi w sprawie zachwiania się przemysłu polskiego w dobie kryzysu(W. 1926)